# Lee Keun-hak
Lee Keun-hak ((리근학?); 7 luglio 1940) è un ex calciatore nordcoreano, di ruolo portiere.

## Carriera
Rappresentò la sua nazione ai mondiali di Inghilterra del 1966. Giocò anche per il Moranbong Sports Club.